# Ткачук Михайло Петрович
Михайло Ткачук народився в м. Томську(Росія)21.11.1941 року... Навчався на радіофізичному факультеті Київського Держуніверситету, працював інженером в науковому інституті АН України..Згодом закінчив в Києві КДІТМ ім. Карпенка-Карого (кінознавча майстерня професора Івана Корнієнка) і з 1966 року працює режисером на студії «Київнаукфільм», «Укртелефільм», «Укркінохроніка» та Національній кіностудії ім. Олександра Довженка. Член Української кіноакадемії. Почесний член Ради МГО «Волинське Братство». Деякі науково-популярні фільми 1966—1990 років були відзначені нагородами на міжнародних і вітчизняних фестивалях.
Взагалі ним опрацьовано більш як 50 документальних стрічок. Починаючи з 1990 року в його доробку такі фільми: «Мандри в країну Чаянова», «Райські острови гетьмана Сагайдачного», «Мольфар з роду Нечаїв», «Лучеськ Великий на Стиру», «Пані сенаторка», «Близькі і далекі», «Покликав Вас Госпожий глас», «Кінець кільця», серіал «Загадка Норильського повстання», «Шаслива Настуня»… 2002 року режисер створює власну студію «Заповіт».
У 2006 році на МКФ «Права людини. Український контекст» цикл «Загадка Норильського повстання» (фільми «За ґратами Півночі», «Вірус непокори», «Повстання духу») отримав перемогу в номінації «Свобода як найвища цінність». 2007 року Михайло Ткачук нагороджений премією імені Василя Стуса, 2008 року — найвищою державною нагородою України —Національною премією імені Тараса Шевченка, 2011-нагорода Президії Академії наук України «За вклад у розвиток науки», 2015-нагорода Академії Козацтва України (Хрест заслуги імені Ніла Хасевича) за стрічку «Здобути або не бути». Михайло Ткачук є сценаристом майже усіх своїх фільмів, деякі з яких отримали міжнародне визнання. Режисер демонстрував свої стрічки в Польщі, Канаді, Грузії, Чехії, Туреччині, Литві, Німеччині. Кінорежисер Кіра Муратова назвала Михайла Ткачука «останнім романтиком нашого кіно». Серед його фільмів -«Близькі і далекі»- спроба створення першого спільного документального проекту з польськими кіномитцями про складні і суперечливі відносини між Україною і Польщею за більш як тисячолітню історію.
Цикл «Загадка Норильського повстання» (2003—2006) — про страйк в'язнів сталінських таборів у Норильську на півночі Росії влітку 1953 року. Його ініціаторами стали політичні в'язні з усього Радянського Союзу, серед яких було близько 70 відсотків українців. Акція непокори в таборах тривала кілька місяців. У табірних пунктах повсталі створили територію свободи із власним самоврядуванням і висунули радянському керівництву низку вимог, більшість з яких московською комісією були виконані. Та хоч згодом повстання було придушене спецвійськами НКВД, а десятки його учасників загинули -«можна пишатися тими людьми, які обрали небезпеку свободи замість безпечного рабства, — згадував про учасників повстання у Норильську режисер Михайло Ткачук. — І всі ми — боржники перед ними. А з історичного погляду, страйки в таборах виникли не в 1953 році, а значно раніше. Власне, це було продовження визвольної боротьби і нашої УПА, й прибалтійських „зелених братів“, і народів Кавказу. В'язні просто зобов'язані були морально продовжувати цю боротьбу, яку почали ще на волі…». Кіноцикл складається із чотирьох стрічок, що розповідають про події п'ятдесятрічної давнини: «За ґратами Півночі», «Вірус непокори», «Повстання духу» та «Щаслива Настуня». В основі перших трьох стрічок — розповіді в'язнів таборів, фотографії, архівні документи. Зйомки проводилися не лише в різних містах України, але й у Канаді, Грузії, Польщі, країнах Прибалтики, Росії. За кілька років автор узяв інтерв'ю у більш як ста колишніх учасників повстання. «Мета нашого невеличкого серіалу, — пояснив режисер, — визнати ОУН-УПА українською армією. Щоб воякам дали заслужені нагороди як це було зроблене в Прибалтиці. Та -аби наші герої не бідували…».
Відзнята 2009 року четверта стрічка норильського циклу — «Щаслива Настуня» — відповідає загальній темі та меті, але відрізняється ліричною тональністю. Героїнею стрічки стала 80-річна Анастасія Тарнавська із буковинського містечка Кіцмань. Доля Настуні вражає трагізмом, як і тисячі доль інших учасників визвольних змагань 40-50-х, що були засуджені до багаторічного ув'язнення в радянських таборах. «Чим непомітніше, нижче, ближче до землі існування людини, — згадував про фільм „Щаслива Настуня“ Михайло Ткачук, — тим характерніша її доля для долі всього народу і тим очевидніше, що саме вона повинна говорити тим, хто живе на цій землі сьогодні. Для сучасної людини не притаманний пафос, вона не схильна до трагічних переживань. Можливо, камерний масштаб розповіді виявиться сприятливішим для такої свідомості і буде здатний зворушити її».